# 烏帽子形八幡神社
烏帽子形八幡神社（えぼしがたはちまんじんじゃ）は、大阪府河内長野市にある神社。旧社格は村社。

## 歴史
烏帽子形山には楠木七城（河内七城）のひとつとされる烏帽子形城があった。楠小二郎がここに入ると城の鎮護として社を創祀したのが当社の始まりと伝えられる。
その後神宮寺である天台宗の高福寺が創建されるなどしたが荒廃し、室町時代の文明12年（1480年）に、河内源氏の末裔といわれる石川八郎左衛門尉が新たに入母屋造りの社殿を建立した（1965年（昭和40年）の解体修理時に棟札・棟束からこの年代のわかる墨書が発見された）。
その後、室町末期に一度修理されたのみで荒廃していたが、元和3年（1617年）に楠木一族の後裔といわれる甲斐庄正房（正保）が、大阪四天王寺の普請奉行を勤めた折、その竣工後に自身の居城・烏帽子形城の鎮守が荒廃しているのを嘆き、その余材で改修したとされる。元和8年（1622年）8月に竣工。
明治初年、神仏分離により神宮寺は廃絶され、1868年（明治5年）に村社に列格する。
1903年（明治40年）10月19日、「村社廃合」により当時の南河内郡三日市村大字小塩字宮山に鎮座の小塩八幡神社を当社に合祀、1904年（明治41年）12月には神饌幣帛料供進社の指定を受けた。

## 祭神
- 主祭神 - 素盞鳴命、足仲彦命、神功皇后、応神天皇

## 境内

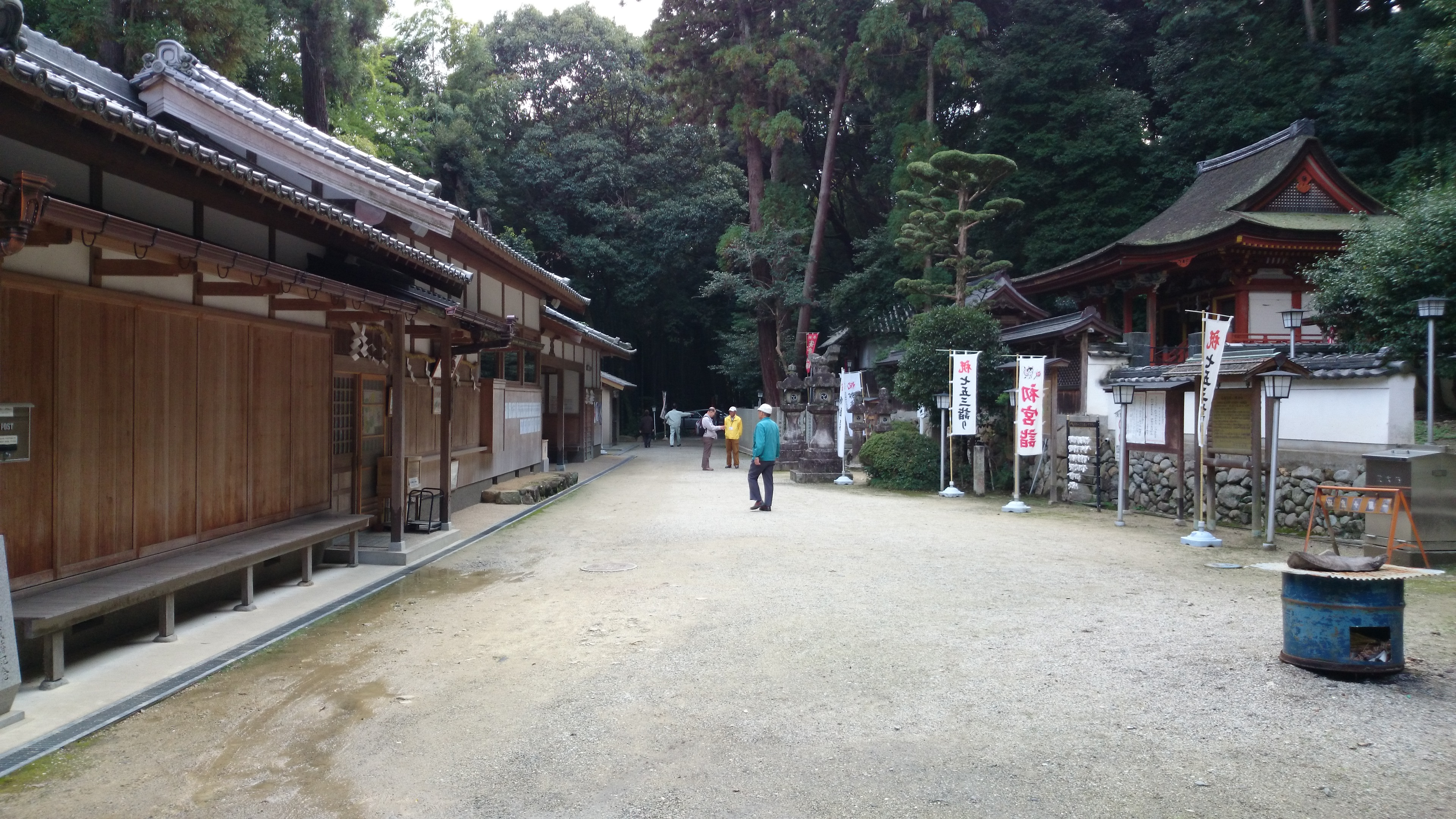
境内

- 本殿（重要文化財） - 文明12年（1480年）再建。入母屋造檜皮葺。桁行三間、梁間二間、身舎柱は円柱とし、側面後端に脇障子を設け、木部は朱塗りとする。正側面三方に縁を設け、擬宝珠付き高欄をめぐらす。向拝は三間の総向拝で、中央に五段の木階を造り、浜床が付く。元和8年（1622年）8月修復。1965年（昭和40年）7月に解体修理が行われ、建立当時の姿に復元された。
- 中門
- 拝殿（割拝殿）
- 白山社
- 平野社
- 烏帽子形稲荷社
- 社務所
- 恵比須社

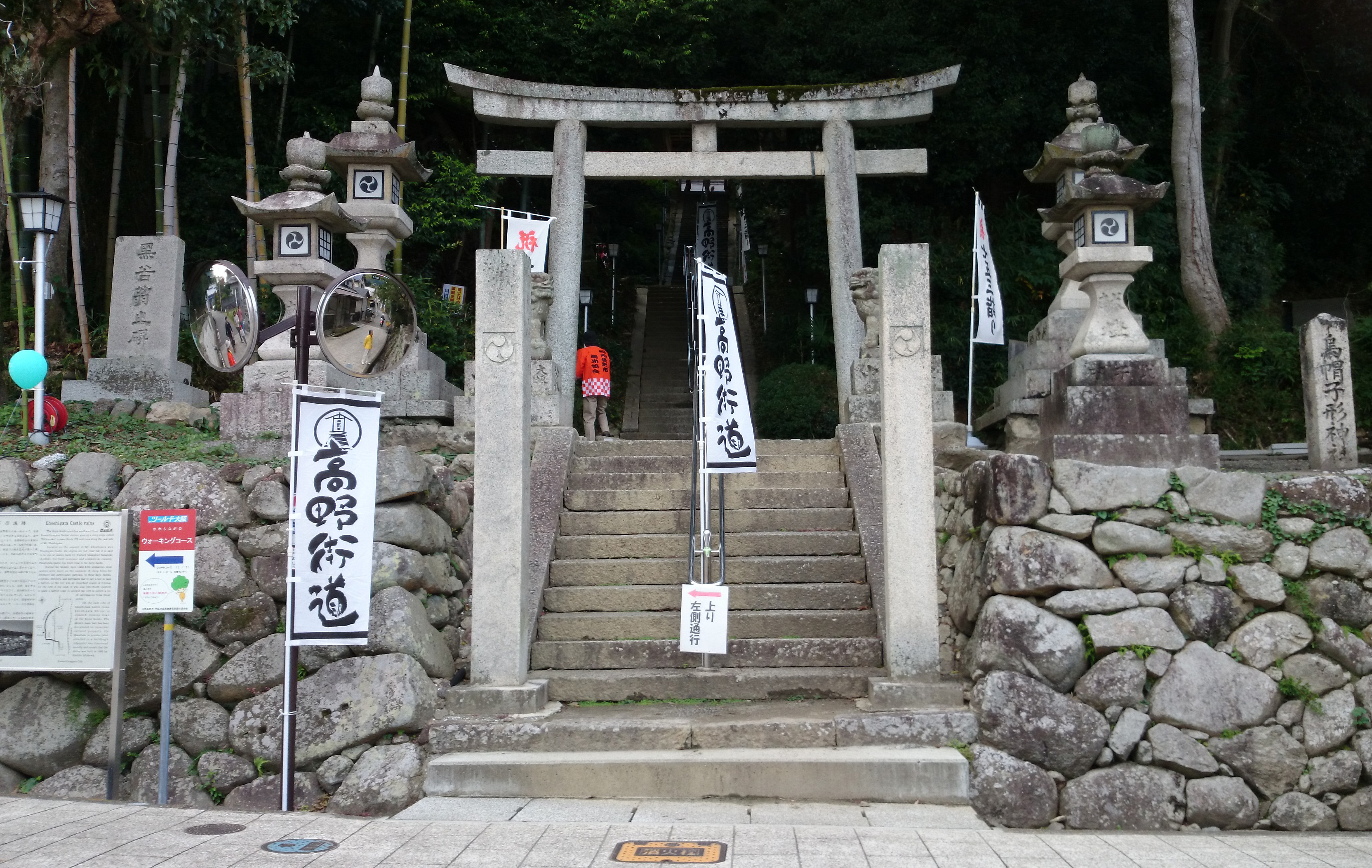
鳥居
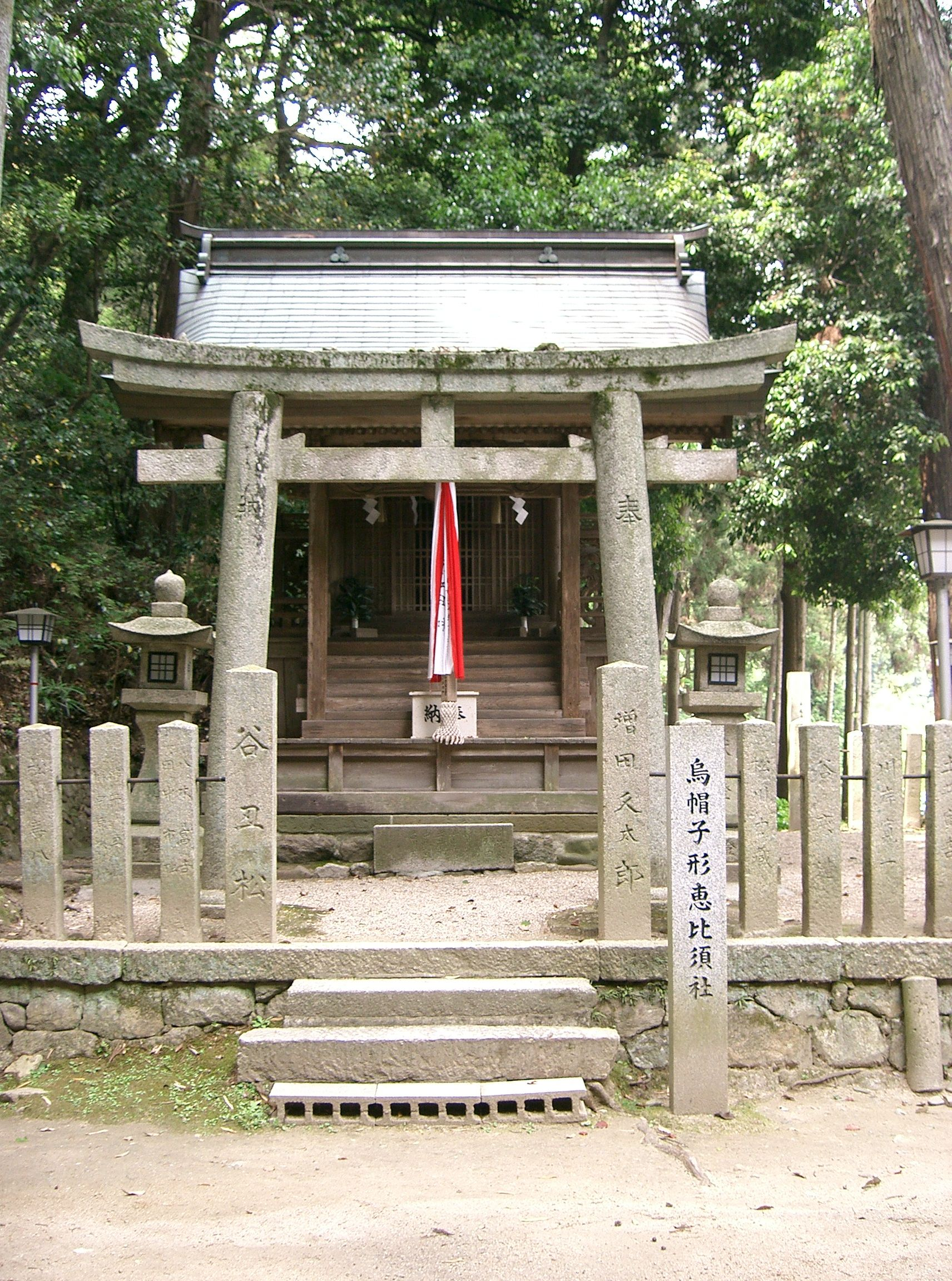
恵比寿社
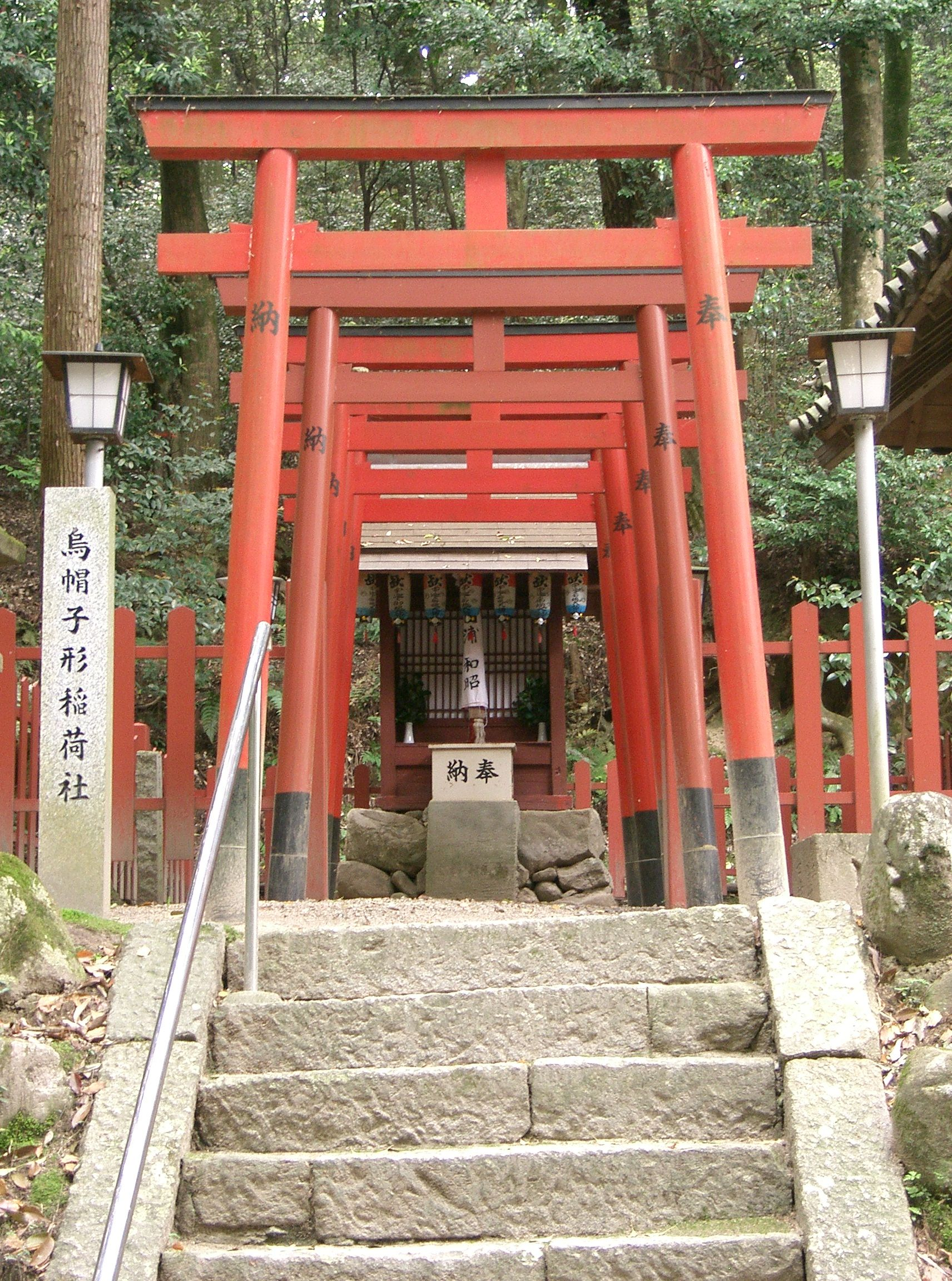
稲荷社
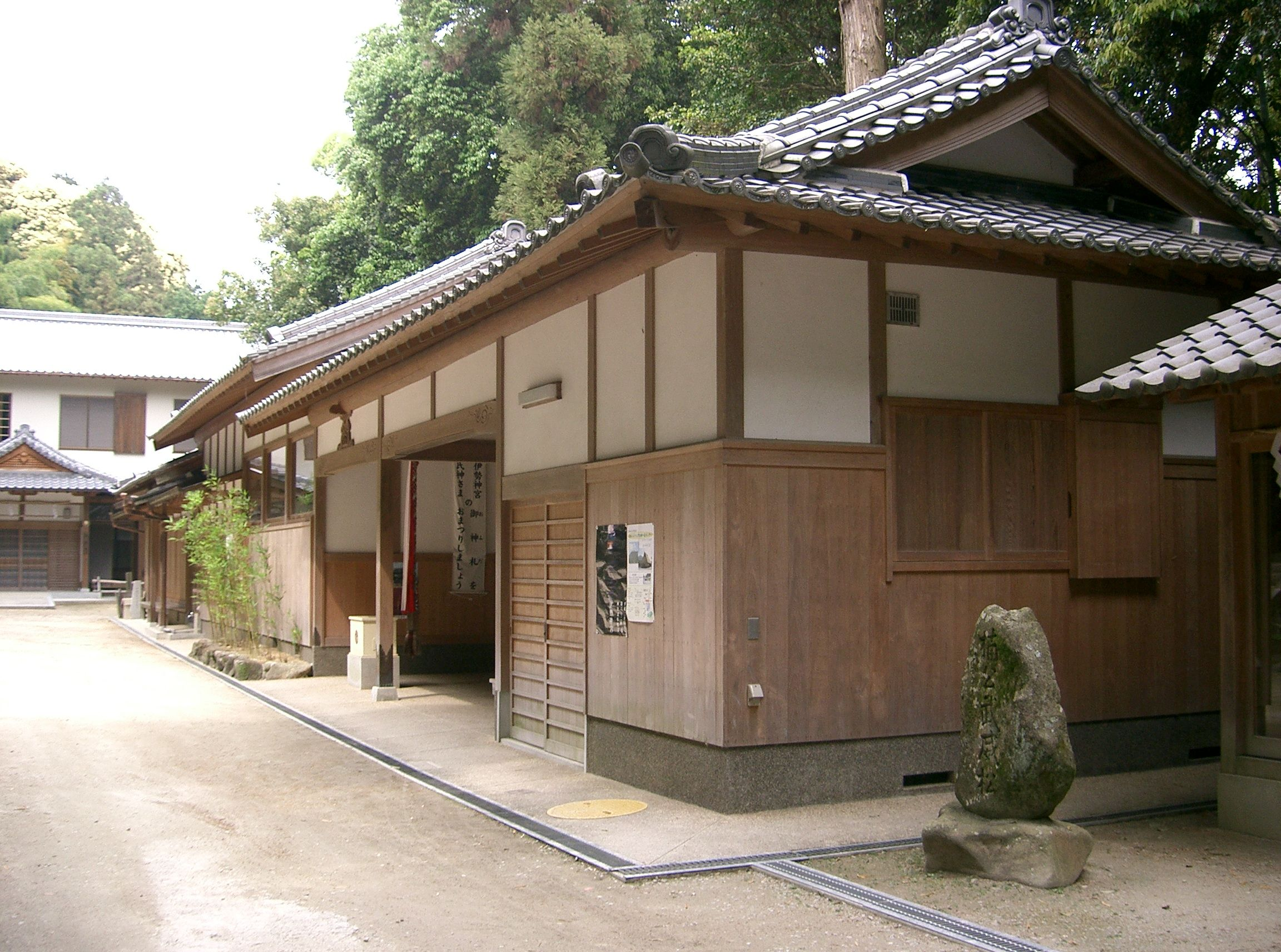
拝殿
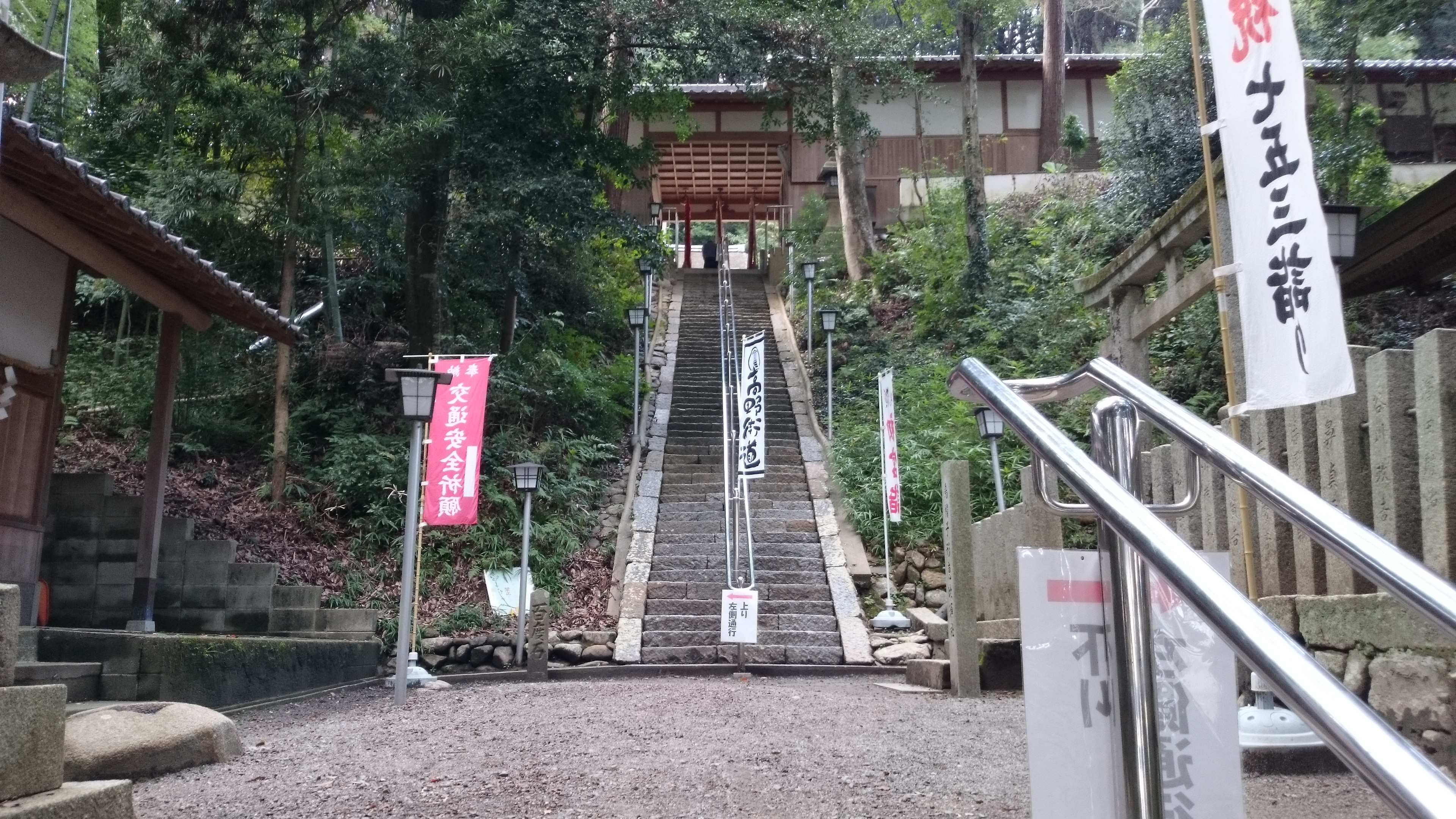
参道

## 文化財

### 重要文化財
- 本殿 附：棟札（1枚） - 1940年（昭和15年）に古文書「河州烏帽子形八幡宮伝記覚」を添付して国宝申請し、同年5月14日、国宝（現行法の重要文化財に相当）の指定を受けた。その後文化財保護法の施行に伴い、1950年（昭和25年）8月29日に国の重要文化財に指定された。[2]。

### 国指定史跡
- 烏帽子形城跡

### 河内長野市指定有形文化財
- 木製三日市宿高札 2枚

## 祭事

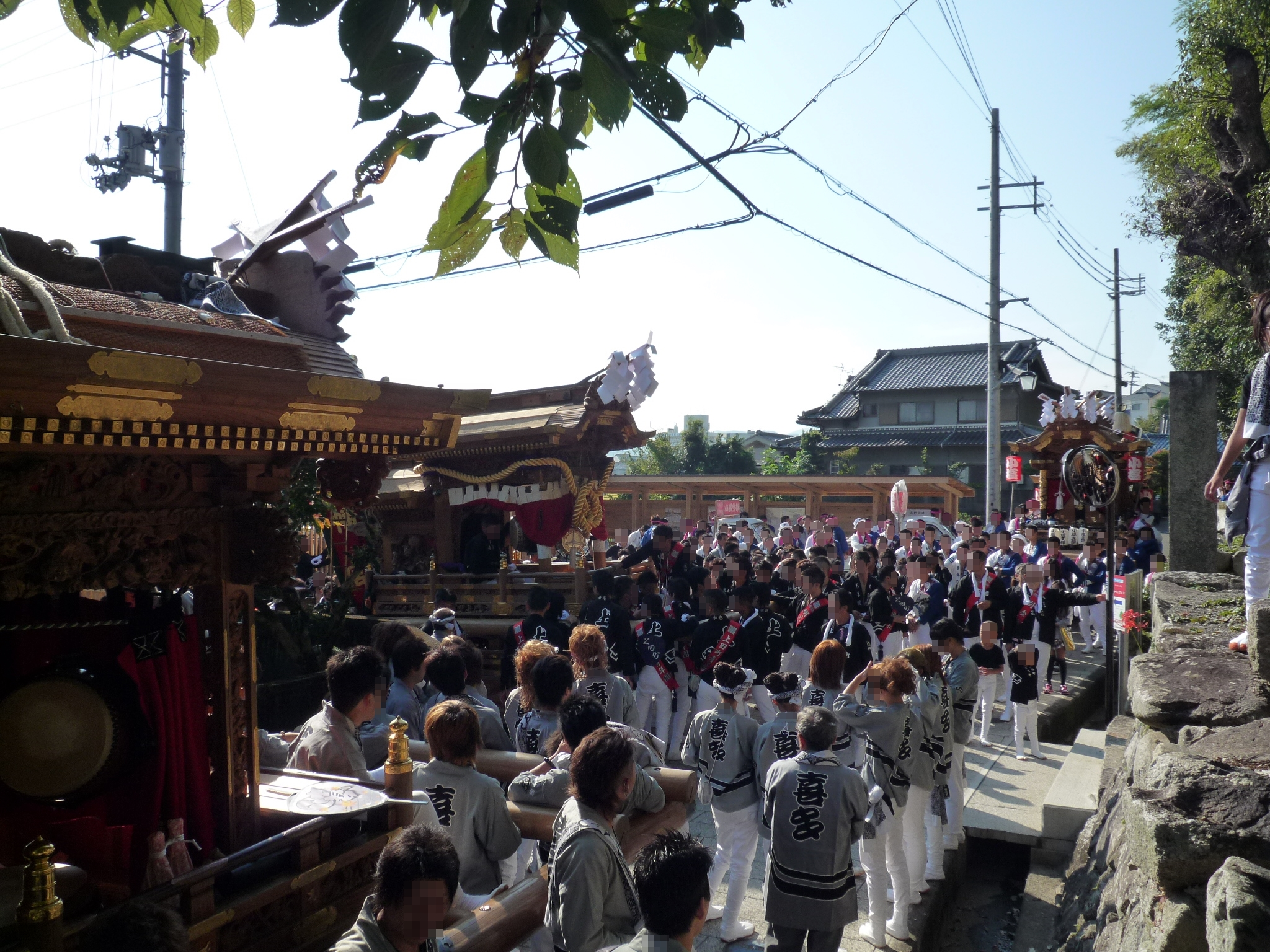
だんじり宮入

- 秋季大祭（10月第2土曜日・日曜日）[3]
- 恵比寿祭（1月6日・7日）[4]
- 湯立神事（12月第2日曜日）[5]

## 交通アクセス
- 南海高野線・近鉄長野線 河内長野駅から南へ徒歩15分
- 南海高野線 三日市町駅から北へ徒歩15分